# Max Keebles großer Plan
Max Keebles großer Plan (Originaltitel: Max Keeble’s Big Move) ist eine Filmkomödie für Kinder aus dem Jahr 2001. Sie wurde im Verleih der Walt Disney Pictures in die Kinos gebracht.

## Handlung
Max Keeble hat kein leichtes Leben: Er steht unter ständiger Beobachtung seines Schuldirektors und wird von seinen Schulkameraden gehänselt. Dazu kommt, dass er einen Job als Zeitungsjunge hat, bei dem er regelmäßig von einem aggressiven Eisverkäufer verfolgt wird. Da kommt dem Siebtklässler die Sache mit dem Umzug am Ende der Woche gerade recht: Jetzt hat er die Gelegenheit, sich an all seinen „Feinden“ zu rächen, ohne später dafür bestraft zu werden. Seiner ultimativen Rache steht somit nichts mehr im Weg. Doch er hat die Rechnung ohne seine Eltern gemacht, denn die wollen ihrem Sohn diesen Umzug nicht antun und beschließen ihn abzusagen. Nun ist Max in einem schrecklichen Albtraum gefangen.
Doch er stellt sich seinen Feinden und entschuldigt sich bei seinen Freunden. Als alle Schüler sich an Schläger McGinty und dem Geldsauger Dobbs rächen wollen, geht Max dazwischen und sorgt für Frieden. Das Tierheim rettet er auch mit einem fiesen Plan. Am Ende haben alle die Woche gut überstanden, und ein ruhiges Leben kann beginnen.

## Kritiken
- „… this clunky juvenile comedy lurches among multiple story lines without fully realizing the comic potential of any.“[1]
(Diese klobige, kindische Komödie schlingert zwischen mehreren Handlungssträngen, ohne dabei das komische Potenzial einer einzigen auszuschöpfen.)